# پادولس
پادولس دهستانی در استان آلمریای اسپانیا است.
در این دهستان ۴۶۶ نفر زندگی می‌کنند. مساحت این دهستان ۲۷ کیلومتر مربع است.